# Priemjer-Liga
Priemjer-Liga (ros. Премьер-Лига) – najwyższa w hierarchii klasa męskich ligowych rozgrywek piłkarskich w Rosji, będąca jednocześnie najwyższym szczeblem centralnym (I poziom ligowy), utworzona w 1992 roku i zarządzana przez RPL, a wcześniej przez Rosyjski Związek Piłki Nożnej (RFS). Zmagania w jej ramach toczą się cyklicznie (co sezon) i przeznaczone są dla 16 najlepszych krajowych klubów piłkarskich. Jej triumfator zostaje Mistrzem Rosji, zaś najsłabsze drużyny są relegowane do Pierwszej dywizji (II ligi rosyjskiej).

## Historia
Po rozpadzie Związku Radzieckiego, od sezonu 1992, każda z byłych republik rozpoczęła organizację własnych rozgrywek piłkarskich. W sezonie 1991 w radzieckiej Wyższej Lidze grało 6 klubów z Rosyjskiej FSRR: CSKA Moskwa, Spartak Moskwa, Torpedo Moskwa, Dinamo Moskwa, Spartak (Ałanija) Władykaukaz oraz Lokomotiw Moskwa. Te zespoły oraz 14 innych, z niższych lig, utworzyły 20-zespołową Rosyjską Top Dywizję, później podzieloną na dwie grupy. W 1993 liczbę zespołów zmniejszono do 18, zaś w 1994 do 16. Od tego czasu Rosyjska Premier Liga składa się z 16 drużyn, oprócz sezonów 1996 i 1997 (18 drużyn).

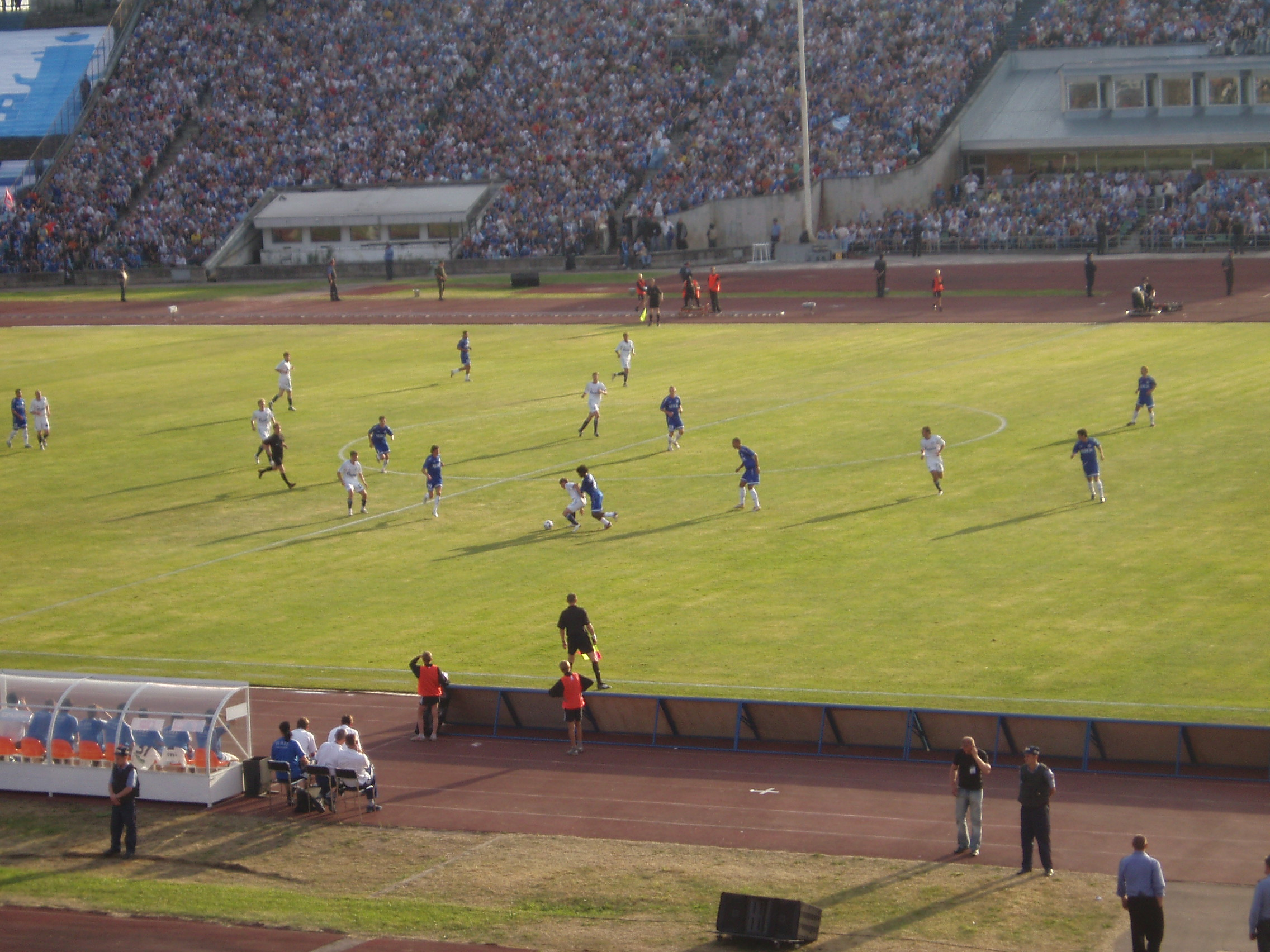
Rosyjska Premier Liga: spotkanie Zenit Petersburg - Dinamo Moskwa (6 lipca 2006)

Od początku istnienia Top Dywizji zdominował ją stołeczny klub Spartak, który zdobył 9 z 10 pierwszych tytułów mistrzowskich w Rosji. Jedynie zespołowi Spartaka-Ałanii Władykaukaz w 1995 udało się przełamać hegemonię Spartaka Moskwa.
W latach 90. niepodzielnie rządził Spartak Moskwa, za jego plecami były stołeczne Dinamo, CSKA, Torpedo i Lokomotiw, a często wyżej od stołecznych zaraz po Spartaku stawiane były najlepsze na prowincji Ałanija Władykaukaz oraz Rotor Wołgograd. Po 2000 roku zmienił się nieco układ sił. Spartak Moskwa stracił rolę dominującą, na kilka lat przejęły ją CSKA i Lokomotiw. Czołowe zespoły prowincji - Rotor i Ałanija (Spartak) spadły z ekstraklasy. Do czołówki ligi dołączył Zenit Petersburg, który z roku na rok rósł w siłę. W końcu stał się najbogatszym klubem Rosji, dzięki Gazpromowi, i zdobył swój pierwszy tytuł mistrzowski w 2007 roku. Liczba klubów walczących o mistrzostwo zwiększyła się, gdyż dysponują już dużymi budżetami. Niewiele za Zenitem pozostają stołeczne Spartak, CSKA, Lokomotiw i Dinamo. Nadzieje dołączenia do tej piątki ma kazański Rubin.

## System rozgrywek
Obecny format ligi zakładający brak podziału na grupy obowiązuje od sezonu 1993. Do sezonu 2010 rozgrywana była systemem wiosna-jesień (1 rok - 1 sezon). W ostatnim sezonie rozgrywanym systemem wiosna-jesień (2010), mistrzem Rosji został Zenit Petersburg. Nie było krótkiego sezonu przejściowego, a więc mistrz roku 2011 nie został wyłoniony. Natomiast już 12 marca 2011 rozpoczął się pierwszy sezon w systemie jesień-wiosna (2011/2012), który zakończył się 12 maja 2012.
Rozgrywki składają się z 30 kolejek spotkań rozgrywanych pomiędzy drużynami systemem kołowym. Każda para drużyn rozgrywa ze sobą dwa mecze – jeden w roli gospodarza, drugi jako goście. Od sezonu 1998 w lidze występuje 16 zespołów. W przeszłości liczba ta wynosiła 18 oraz 20. Drużyna zwycięska za wygrany mecz otrzymuje 3 punkty (do sezonu 1994 2 punkty), 1 za remis oraz 0 za porażkę.
Zajęcie pierwszego miejsca po ostatniej kolejce spotkań oznacza zdobycie tytułu Mistrzów Rosji w piłce nożnej. Obecnie ze względu na zawieszenie klubów rosyjskich w rozgrywkach europejskich, żadna z drużyn z Rosji nie uzyskuje prawa gry w Lidze Mistrzów, Lidze Europy lub Lidze Konferencji. Zajęcie 2 ostatnich miejsc wiąże się ze spadkiem drużyn do Pierwszej dywizji. Trzeci i czwarty zespół od końca, po zakończeniu rozgrywek rozgrywa mecze barażowe z trzecim i czwartym zespołem Pierwszej dywizji o pozostanie w lidze.
W przypadku zdobycia tej samej liczby punktów, klasyfikacja końcowa ustalana jest na podstawie wyniku dwumeczu pomiędzy drużynami, w następnej kolejności, w przypadku remisu – na podstawie różnicy bramek w pojedynku bezpośrednim, następnie na podstawie ogólnego bilansu bramkowego osiągniętego w sezonie, większej liczby bramek zdobytych oraz w ostateczności za pomocą losowania.

## Priemjer-Liga w sezonie 2025/26
| Uczestnicy poprzedniej edycji                                                                                 | Uczestnicy poprzedniej edycji        | Uczestnicy poprzedniej edycji | Uczestnicy poprzedniej edycji |
| --- | ------------------------------------ | ----------------------------- | ----------------------------- |
| KRA | FK Krasnodar                         | 1                             |                               |
| ZEN | Zenit Petersburg                     | 2                             |                               |
| CSK | CSKA Moskwa                          | 3                             |                               |
| SPA | Spartak Moskwa                       | 4                             |                               |
| DIN | Dinamo Moskwa                        | 5                             |                               |
| LOK | Lokomotiw Moskwa                     | 6                             |                               |
| RUB | Rubin Kazań                          | 7                             |                               |
| ROS | FK Rostów                            | 8                             |                               |
| AKR | Akron Togliatti                      | 9                             |                               |
| KS | Krylia Sowietow Samara               | 10                            |                               |
| DMA | Dinamo Machaczkała                   | 11                            |                               |
| ORN | FK Orenburg                          | 15                            |                               |
| po barażach                                                                                                   |                                      |                               |                               |
| Szablon:Fb team Pari Nizhny Novgorod                                                                          | Szablon:Fb team Pari Nizhny Novgorod | 13                            |                               |
| ACH | Achmat Grozny                        | 14                            |                               |
| Spadek z Priemjer-Liga 2024/25                                                                                |                                      |                               |                               |
| KHI | FK Chimki                            | 12                            |                               |
| FAK | Fakieł Woroneż                       | 16                            |                               |
| Awans z Pierwyj diwizion 2024/25                                                                              |                                      |                               |                               |
| BAŁ | Bałtika                              | 1                             |                               |
| SOC | PFK Soczi                            | 5                             |                               |
| Oznaczenia: - kolumna pierwsza – skróty nazw drużyn, - kolumna trzecia – miejsce zajęte w poprzednim sezonie. |                                      |                               |                               |

## Statystyka

### Tabela medalowa
Mistrzostwo Rosji zostało do tej pory zdobyte przez 7 różnych drużyn.
Stan po zakończeniu sezonu 2024/2025.
| Lp. | Klub                   | Miejsca na podium | Miejsca na podium | Miejsca na podium | Zwycięskie sezony                                                                  |   |   |                                                               |
| --- | ---------------------- | ----------------- | ----------------- | ----------------- | ---------------------------------------------------------------------------------- | - | - | ------------------------------------------------------------- |
| Lp. | Klub                   | 1.                | Spartak Moskwa    | 10                | Zwycięskie sezony                                                                  | 6 | 4 | 1992, 1993, 1994, 1996, 1997, 1998, 1999, 2000, 2001, 2016/17 |
| 2.  | Zenit Petersburg       | 10                | 4                 | 4                 | 2007, 2010, 2011/12, 2014/15, 2018/19, 2019/20, 2020/21, 2021/22, 2022/23, 2023/24 |   |   |                                                               |
| 3.  | CSKA Moskwa            | 6                 | 9                 | 4                 | 2003, 2005, 2006, 2012/13, 2013/14, 2015/16                                        |   |   |                                                               |
| 4.  | Lokomotiw Moskwa       | 3                 | 6                 | 6                 | 2002, 2004, 2017/18                                                                |   |   |                                                               |
| 5.  | Rubin Kazań            | 2                 | 0                 | 2                 | 2008, 2009                                                                         |   |   |                                                               |
| 6.  | Ałanija Władykaukaz    | 1                 | 2                 | 0                 | 1995                                                                               |   |   |                                                               |
| 7.  | FK Krasnodar           | 1                 | 1                 | 3                 | 2024/25                                                                            |   |   |                                                               |
| 8.  | Rotor Wołgograd        | 0                 | 2                 | 1                 |                                                                                    |   |   |                                                               |
| 9.  | Dinamo Moskwa          | 0                 | 1                 | 6                 |                                                                                    |   |   |                                                               |
| 10. | FK Rostów nad Donem    | 0                 | 1                 | 0                 |                                                                                    |   |   |                                                               |
| 10. | PFK Soczi              | 0                 | 1                 | 0                 |                                                                                    |   |   |                                                               |
| 12. | Anży Machaczkała       | 0                 | 0                 | 1                 |                                                                                    |   |   |                                                               |
| 12. | Krylja Sowietow Samara | 0                 | 0                 | 1                 |                                                                                    |   |   |                                                               |
| 12. | Torpedo Moskwa         | 0                 | 0                 | 1                 |                                                                                    |   |   |                                                               |

## Sponsor tytularny
| Sezon             | Sponsor      |
| ----------------- | ------------ |
| 1995 - 1997       | Stimorol     |
| 1998 - 2000       | Pepsi        |
| 2006 - 2010       | Rosgosstrach |
| 2011/12 - 2014/16 | SOGAZ        |
| 2015/16 -         | Rosgosstrach |

## Transmisje TV i wpływy
Mecze rosyjskiej ekstraklasy pokazywane są w niekodowanej rosyjskiej telewizji publicznej, gdyż taką prośbę miał Władimir Putin. Powoduje to, że pieniądze dla klubów z tytułu praw do transmisji nie są wielkie i wynoszą ok. 25 mln euro rocznie. Mecze są pokazywane przez kanały MatchTV i Nasz Futboł.